# Szlovák Kiképző és Támogató Erők

## Szervezete
Főparancsnokság - Trencsén
- Kiképző Parancsnokság - Turócszentmárton
  - Alapkiképző Iskola - Turócszentmárton
  - Ladislav Škultéty-Gábriš Tiszthelyettesképző Akadémia - Turócszentmárton
  - Generál Alexander Korda Katonai Gyakorlóterület - Lest

- Logisztikai Parancsnokság - Trencsén

- Híradó Parancsnokság - Trencsén
  - Kommunikációs és Információs Rendszerek Műveleti Központja - Trencsén
  - Mobil Kommunikációs és Információs Rendszerek Bázisa - Rózsahegy

- Helyőrségparancsnokság - Pozsony
  - Díszőrség - Pozsony
    - Két őrszázad
    - Egy biztosító szakasz
    - Egy biztosító tüzércsoport

- - Katonazenekar - Pozsony
  - Katonazenekar - Besztercebánya
  - Katonazenekar - Trencsén

- Tűzszerész Centrum - Trencsén és Nyitranovák